# Ibicella lutea
Ibicella lutea je druh rostliny z čeledi martyniovité (Martyniaceae).

## Charakteristika
Ibicella lutea byla občas řazena mezi masožravé rostliny. Skutečnou masožravou rostlinou však není, neboť i když se na její lepkavý povrch přichytí různý drobný hmyz, rostlina neprodukuje žádné trávicí enzymy schopné kořist natrávit. Živiny zpracovává pouze pasivně.

## Výskyt
Druh pochází z Jižní Ameriky, zdomácněl ale v sušších oblastech různých částí světa, např. v USA.